# Улаанбадрах
Улаа́нбадрах (монг. Улаанбадрах) — сомон в аймаке Дорноговь в юго-восточной Монголии. Состоит из 4 багов: Сангийндалай, Баянбогд, Аргалант и Нудэн.
| Показатели      | 2000   | 2002   | 2004   | 2006   | 2008   | 2010   |
| --------------- | ------ | ------ | ------ | ------ | ------ | ------ |
| Население       | 1,731  | 1,709  | 1,613  | 1,550  | 1,494  | 1,542  |
| Поголовье скота | 84,990 | 55,846 | 72,569 | 57,655 | 80,341 | 86,678 |